# 薩比納爾 (新墨西哥州)
薩比納爾（英語：Sabinal）是位於美國新墨西哥州索科羅縣的非建制地區。

## 歷史
薩比納爾的郵局於1866年設立，其後於1907年停運。

## 地理
薩比納爾所處的海拔為高於海平面1461米（即4794英呎），而該地所採用的時區為UTC-7，即北美山地时区（MST）。同時該地設有夏令時間，為UTC-7調快一小時，即UTC-6（MDT）。